# Турово (Елцький повіт)
Турово (пол. Turowo, нім. Thurowen) — село в Польщі, у гміні Каліново Елцького повіту Вармінсько-Мазурського воєводства.
Населення — 59 осіб (2011).
У 1975-1998 роках село належало до Сувальського воєводства.

## Демографія
Демографічна структура станом на 31 березня 2011 року:
|          | Загалом | Допрацездатний вік | Працездатний вік | Постпрацездатний вік |
| -------- | ------- | ------------------ | ---------------- | -------------------- |
| Чоловіки | 35      | 13                 | 21               | 1                    |
| Жінки    | 24      | 5                  | 15               | 4                    |
| Разом    | 59      | 18                 | 36               | 5                    |